# Слобозия-Ходороджя
Слобозия-Ходороджя (рум. Slobozia-Hodorogea) — село в Оргеевском районе Молдавии. Наряду с сёлами Биешты и Чигоряны входит в состав коммуны Биешты.

## География
Село расположено на высоте 141 метр над уровнем моря.

## Население
По данным переписи населения 2004 года, в селе Слобозия-Ходороджя проживает 552 человека (261 мужчина, 291 женщина).
Этнический состав села:
| Национальность | Число жителей | Процентный состав |
| -------------- | ------------- | ----------------- |
| молдаване      | 686           | 98,4              |
| румыны         | 5             | 0,91              |
| украинцы       | 3             | 0,54              |
| русские        | 2             | 0,36              |
| болгары        | 1             | 0,18              |
| Всего          | 697           | 100 %             |